# Małęczyn (powiat kozienicki)
Małęczyn – wieś w Polsce położona w województwie mazowieckim, w powiecie kozienickim, w gminie Grabów nad Pilicą.
W latach 1975–1998 miejscowość należała administracyjnie do województwa radomskiego.